# 田中和博
田中 和博（たなか かずひろ、1959年9月15日 - ）は、福岡県大川市出身の元プロ野球選手（投手）。

## 来歴・人物
柳川商業高では、エースとして1977年夏の甲子園県予選決勝に進出するが、吉竹春樹のいた九州産業高に敗退。高校同期に清家政和、野田雲平、林正毅（広島）がいた。
高校卒業後は、社会人野球のリッカーに入団し、中西清起、黒田真二らと強力投手陣を構成する。1981年の都市対抗野球では準々決勝に進出するが、東京ガスに敗退。翌1982年の都市対抗野球には東京ガスに補強され出場した。
1982年のプロ野球ドラフト会議で広島東洋カープから6位指名を受け入団。
ドラフト下位入団ながらかつて佐伯和司が着けていた準エースナンバーの21が与えられるも、一軍の試合では活躍できず、1987年限りで現役引退した。
2006年から2008年まで、広島にあった社会人クラブチーム「広島レッドフェニックス」の投手コーチを務めた。その後2024年3月までスポーツDEPO広島八木店に勤務していた。

## 詳細情報

### 年度別投手成績
| 年 度     | 球 団     | 登 板 | 先 発 | 完 投 | 完 封 | 無 四 球 | 勝 利 | 敗 戦 | セ 丨 ブ | ホ 丨 ル ド | 勝 率 | 打 者 | 投 球 回 | 被 安 打 | 被 本 塁 打 | 与 四 球 | 敬 遠 | 与 死 球 | 奪 三 振 | 暴 投 | ボ 丨 ク | 失 点 | 自 責 点 | 防 御 率 | W H I P |
| --------- | --------- | ----- | ----- | ----- | ----- | -------- | ----- | ----- | -------- | ----------- | ----- | ----- | -------- | -------- | ----------- | -------- | ----- | -------- | -------- | ----- | -------- | ----- | -------- | -------- | ------- |
| 1983      | 広島      | 2     | 0     | 0     | 0     | 0        | 0     | 0     | 0        | --          | ----  | 15    | 3.0      | 5        | 1           | 1        | 0     | 0        | 6        | 0     | 0        | 2     | 2        | 6.00     | 2.00    |
| 1986      | 広島      | 1     | 0     | 0     | 0     | 0        | 0     | 0     | 0        | --          | ----  | 4     | 1.0      | 0        | 0           | 1        | 0     | 0        | 0        | 0     | 0        | 0     | 0        | 0.00     | 1.00    |
| 通算：2年 | 通算：2年 | 3     | 0     | 0     | 0     | 0        | 0     | 0     | 0        | --          | ----  | 19    | 4.0      | 5        | 1           | 2        | 0     | 0        | 6        | 0     | 0        | 2     | 2        | 4.50     | 1.75    |

### 記録
- 初登板：1983年4月24日、対横浜大洋ホエールズ3回戦（徳山市野球場）、6回表に5番手で救援登板、2回1失点
- 初奪三振：同上、6回表に加藤俊夫から

### 背番号
- 21 （1983年 - 1987年）